# 苏维埃茨科耶 (萨拉托夫州)
苏维埃茨科耶（羅馬化：Sovetskoye）是俄罗斯萨拉托夫州的市级镇，为该州苏维埃茨科耶区仅次于行政中心斯捷普诺耶的第二大聚居地。地处萨拉托夫州中部，位于伏尔加河流域大卡拉曼河畔，在区行政中心斯捷普诺耶西北、州府萨拉托夫东偏南方。
该地2022年人口有3,044人；2010年人口3,348；2002年人口3,516；1989年人口3,575。